# Matanza (kommun i Colombia)
Matanza är en kommun i Colombia.   Den ligger i departementet Santander, i den norra delen av landet, 300 km norr om huvudstaden Bogotá. Antalet invånare är 5 840. Arean är 243 kvadratkilometer.
Terrängen i Matanza är huvudsakligen bergig, men den allra närmaste omgivningen är kuperad.